# М. Шедоуз
 Метју Чарлс Сандерс (енгл. Matthew Charles Sanders; Ханингтон Бич, Калифорнија, 31. јул 1981), познатији под уметничким именом М. Шедоуз, скраћено од Метју Шедоуз (енгл. Matthew Shadows) је амерички музичар, певач, текстописац и један од оснивача америчког хеви-метал бенда Авенџд севенфолд (енгл. Avenged Sevenfold, превод: Освећен седмоструко).

## Музички почеци
М. Шедоуз је почео да пева још у раним годинама живота, али је интересовање за рок и метал музику показао мало касније када је и почео да свира гитару. Међутим први инструмент који је свирао био је клавир. Похађао је средњу школу у Ханингтон бичу, где је кратко свирао у панк бенду под именом Саксесфл фејлиур (енгл. Successful Failure, превод: Успешан неуспех). Након тога, 1999. године Шедоуз заједно са пријатељима из средње школе оснива бенд Авенџд севенфолд.

## Уметничко име
Као и остали чланови бенда Авенџд севенфолд, Шедоуз користи уметничко име. У једном интервјуу изјавио је да је име М. Шедоуз изабрао јер себе сматра „мрачнијим” од осталих чланова бенда. Слово „М” представља његово право име, Метју, које није желео да користи у уметничком имену, па га је скратио. Такође је додао да су сви чланови бенда одлучили да користе уметничка имена јер их и многи други познати музичари који су утицали на њих користе (нпр. Слеш из бенда Ганс ен' роузиз, Манки из бенда Корн, као и чланови бенда Слипнот).

## Стил певања
Метју пева у баритону, мада је успео да усаврши технику певања до тог степена који му омогућава да убедљиво и лежерно пева у тенору. Од 2003. до данас његов глас се значајно променио и усавршио. На њиховом првом албуму Одјекивање седме трубе (енгл. Sounding the Seventh Trumpet) певао је грубим металкор стилом измешаним са чистим вокалима. Када је објављен други албум Буђење палог (енгл. Waking the Fallen) 2003. године, увео је мелодичан стил певања, али са још увек присутним старим грубим стилом. Најзначајнија промена дошла је са албумом Град зла (енгл. City of Evil) из 2005. који се може сматрати првим успешнијим њиховим албумом и тај стил певања су задржали на сваком албуму објављеном од тада.

## Музички утицаји
Шедоузов стил певања и извођења уопште подсећа да стил многих класичних метал бендова. Он наводи бенд Ганс ен' роузиз као највећи утицај на његову музику. На његову каријеру су значајно утицали и многи други бендови и музичари као што су Металика, Мегадет, Пантера, Слејер, Ајрон мејден, Ози Озборн, Блек сабат, Лед цепелин, АЦ/ДЦ, Блајнд гардијан, Дрим тијатер, Слипнот, Бисти бојс, као и гитариста Скот Тејлор.

## Остали радови
Шедоуз се као гост појављивао на бројним албумима разних музичара. На алубуму бенда Стил пантер, Осети челик (енгл. Feel the Steel) пева рефрен песме Угаси светла (енгл. Turn out the Lights). Био је продуцент албума Реквијем (енгл. Requiem) некадашњег мање познатог америчког хеви метал бенда Конфешнс (енгл. The Confessions). Шедоуз такође пева и у песми Ривер (енгл. The River) бенда Гуд Шарлот заједно са колегом из бенда Синистером Гејтсом (енгл. Synyster Gates) који изводи соло на гитари.

## Приватни живот
Мет се 17. октобра 2009. године оженио са бившом менаџерком бенда, и пријатељицом из средње школе, Валери ДиБендето (енгл. Valary DiBenedetto) са којом има два сина.  Његова рођена сестра, која је две године млађа од њега, Ејми Сендерс (енгл. Amy Sanders) је професионална кошаркашица. 

## Дискографија
Са Авенџд севенфолд
- Sounding the Seventh Trumpet (2001)
- Waking the Fallen (2003)
- City of Evil (2005)
- Avenged Sevenfold (2007)
- Live in the LBC & Diamonds in the Rough (2008)
- Nightmare (2010)
- Hail to the King (2013)

Гостовања
- Savior, Saint, Salvation од Bleeding Through (2002; Portrait of the Goddess)
- Entombed We Collide од Death by Stereo (2005; Death for Life)
- Buffalo Stampede од Cowboy Troy (2007; "Black in the Saddle")
- The River од бенда Good Charlotte (2007; "Good Morning Revival" заједно са Синистером Гејтсом)
- Turn Out the Lights од Steel Panther (2009; "Feel the Steel")
- Nothing to Say од Слеша (2010; "Слеш")
- Check the Level од Dirty Heads (2010; "Any Port in a Storm" заједно са Слешом)
- Go Alone од Hell or Highwater (2011; "Begin Again")
- Sandpaper од Fozzy (2012; "Sin and Bones")
- Landmine од Pitch Black Forecast (2012; "Burning in Water... Drowning in Flame")
- Save Me од Machine Gun Kelly (репер) (2012; "Lace Up" заједно са Синистером Гејтсом)
- Haze од Device (2013; "Device")
- Landmine од Pitch Black Forecast (2014; "As The World Burns")